# 14613 Sanchez
14613 Sanchez è un asteroide della fascia principale. Scoperto nel 1998, presenta un'orbita caratterizzata da un semiasse maggiore pari a 2,6885048 UA e da un'eccentricità di 0,2317442, inclinata di 1,76850° rispetto all'eclittica.